# Adriano Ferreira Martins
Adriano Ferreira Martins (sinh ngày 21 tháng 1 năm 1982) là một cầu thủ bóng đá người Brasil.

## Sự nghiệp câu lạc bộ
Adriano Ferreira Martins đã từng chơi cho Cerezo Osaka, Gamba Osaka, Tokushima Vortis và Ventforet Kofu.